# Phil Lumpkin
Phil Lumpkin (Dayton, 20 dicembre 1951 – Seattle, 2 novembre 2009) è stato un cestista e allenatore di pallacanestro statunitense, professionista nella NBA.

## Carriera
Venne selezionato dai Portland Trail Blazers al secondo giro del Draft NBA 1974 (34ª scelta assoluta).